# Авл Постумій Альбін (консул 242 року до н. е.)
Авл Постумій Альбін (лат. Aulus Postumius Albinus; помер між 234 і 218 роками до н. е.) — давньоримський політичний діяч з патриціанського роду Постуміїв, консул 242 року до н. е. і цензор 234 року до н. е. Невдало претендував на командування римським флотом на заключному етапі Першої Пунічної війни.

## Походження
Авл Постумій належав до одного з найзнатніших патриціанських родів Риму, який згадується у джерелах, починаючи з першого десятиліття Римської республіки. Капітолійські фасти називають преномен батька і діда Авла Постумія — Авл і Луцій відповідно; Луцій був імовірно царем священнодійств близько 274 року до н. е.

## Життєпис
Перші згадки про Авла Постумія в збережених джерелах відносяться до 242 року до н. е. Тоді Альбін, який вже обіймав посаду фламіна Юпітера (лат. flamen dialis), домігся свого обрання консулом. Його колегою був незнатний плебей Гай Лутацій Катул. Альбін мав намір очолити військовий флот на завершальному етапі Першої Пунічної війни, але великий понтифік Луцій Цецилій Метелл не дозволив йому покинути Рим, пославшись на необхідність виконувати обов'язки фламіна — оберігати релігійні святині. Тому на війну вирушив Катул, який здобув перемогу при Егатських островах і добився таким чином вигідного миру.
Дослідники вбачають в цій історії одне з пізніх проявів боротьби між станами: верховний понтифік-плебей постарався використовувати підлегле становище фламіна, щоб послабити владу патриціату і дати ще одному плебею (людині абсолютно незнатному) дорогу до слави. Це стало прецедентом; аналогічним чином у 189 році до н. е. великий понтифік Публій Ліциній Красс Дів заборонив від'їзд на Сардинію претору і фламіну Квіріна Квінту Фабію Піктору, а у 131 році до н. е. верховний понтифік і консул Публій Ліциній Красс Муціан заборонив другому консулу і фламіну Марса Луцію Валерію Флакку брати командування в Пергамській війні.
234 році до н. е. Авл Постумій досяг вершини своєї політичної кар'єри — посади цензора. Його колегою став плебей Гай Атілій Бульб, а консулом того ж року був син Авла. Про діяльність цієї цензорською колегії джерела нічого не повідомляють: збереглися тільки згадки Альбіна і Бульба в фастах.
Імовірно Авл Постумій помер до 218 р. до н. е. Починаючи з цього часу історія Риму досить докладно описується в збереженій третій декаді «Історії Риму від заснування міста» Тіта Лівія, де повідомляється про смерті всіх фламінів, але ім'я Авла там не фігурує.

## Нащадки
Сином Авла Постумія був Луцій Постумій Альбін, триразовий консул (у 234, 229 і 215 роках до н. е.). Ймовірно в Авла був і ще один син, який носив те ж ім'я, але не зробив кар'єру; він став батьком трьох консулів.